# تتسورو تامبا
تتسورو تامبا (انگلیسی: Tetsurō Tamba؛ ۱۷ ژوئیه ۱۹۲۲ – ۲۴ سپتامبر ۲۰۰۶) هنرپیشه اهل ژاپن بود. وی بین سال‌های ۱۹۵۲ تا ۲۰۰۶ میلادی فعالیت می‌کرد.
از فیلم‌هایی که وی در آن نقش داشته است، می‌توان به فقط دو بار زندگی می‌کنید و اونیماسا و همچنین سریال جنگجویان کوهستان اشاره کرد.